# Sandnes prosteri

Prosterier i Stavangers stift. Det ljuslila området på kartan är Sandnes prosteri.

Sandnes prosteri (norska: Sandnes prosti) är ett kontrakt (prosteri, norska: prosti) i Stavangers stift inom Norska kyrkan. Kontraktet omfattar Sandnes kommun i Rogaland fylke i sydvästra Norge.

## Socknar
Sandnes prosteri består av elva socknar (norska: sokn eller sogn) inom Sandnes kyrkliga samfällighet (norska: kirkelige fellesråd):

### Sandnes kyrkliga samfällighet
- Bogafjells socken
- Bymenighetens socken (icke-territoriell församling)
- Forsands socken
- Gands socken
- Ganddals socken
- Hana socken
- Høle socken
- Høylands socken
- Lura socken
- Riska socken
- Sandnes socken

Ganddals socken bildades 2024 genom utbrytning ur Gands socken.